# Louis-René du Temple de Chevrigny
Louis René du Temple de Chevrigny, né le 20 avril 1769 à Chartres où il est mort le 3 novembre 1846, est un homme politique français.

## Biographie
Fils de Charles Philippe du Temple de Rougemont, procureur du roi à Chartres, il est propriétaire du château de Javersy à Coltainville et maire de la commune de Coltainville.
Sous la Restauration, il est nommé président du collège électoral du département d'Eure-et-Loir. Le 24 novembre 1827, il est élu député d'Eure-et-Loir. Il observe à l'égard du ministère une attitude indépendante, et fait partie de l'opposition de droite. Il s'oppose à la chambre élective à l'adresse des 221. 
Réélu le 19 juillet 1830, après la dissolution de la Chambre, il ne prend aucune part ni aux journées ni à la confection d'une nouvelle charte, et se retire de toute place.
Son fils Louis-Charles est l'auteur de Mémoires sur son adolescence passée à Chartres publiées en 1879.